# 中手骨骨折

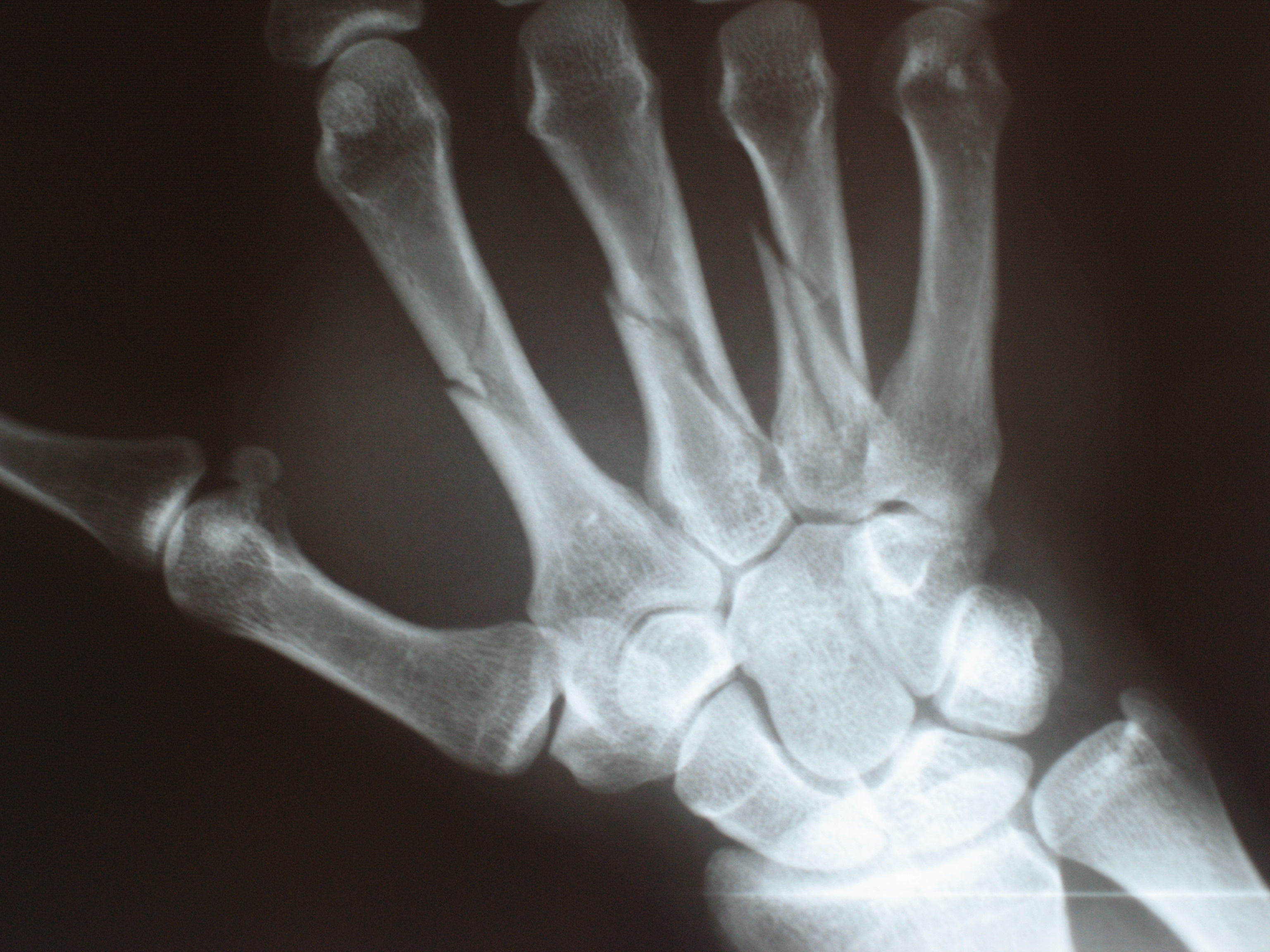
中手骨多発骨折。第2、第3、第4中手骨骨幹部に骨折線が見える （X線）

中手骨骨折（ちゅうしゅこつこっせつ、fracture of the metacarpal bone(s)）とは、掌部を構成する中手骨が主に直達外力により変形、破壊を起こす外傷であり、構造の連続性が絶たれた状態のことである。

## 発生部位による分類
中手骨骨折は損傷を受けた部位によって骨端線離開、基底部骨折、骨幹部骨折、頸部骨折の4つの種類に分けられる。それぞれの発生機転などは次の通りである。

### 中手骨骨端線離開
他の部位の骨端線離開と同様に、成長軟骨層である骨端線がまだ閉鎖していない小児期に外力を受け、骨端線が障害されることで生じる小児骨折である。成長軟骨層は4層からなるが、骨端線離開は細胞間結合組織が少なく最も抵抗の弱い肥大細胞層を中心として生じる。このため転位が大きければ、大きな成長障害をもたらす。できるだけ保存的な方法で正確に整復を行い、内固定が必要とされる場合にも骨端線の損傷が少ない方法を選ぶ。

### 中手骨基底部骨折
基底部骨折は、打撲などの直達外力を受けて生じることが多い。脱臼骨折が発生すると手部の隆起、突出、手指の顕著な変形が見られる。
第1中手骨骨折は、基底部に発生する場合が多い。このうち、第1中手骨基底部関節内の脱臼骨折で尺側基底部に骨片を残し、遠位骨片が橈側近位へ向けて転位するものをベンネット骨折といい、手を固く握った状態において打撃、打撲などの衝撃が加わって生じる。ベンネット骨折は、アイルランドの外科医ベンネット（Edward Hallaran Bennett, 1837 - 1907）により1882年に記された第1中手骨基底部骨折である。第1中手骨の末梢骨片は長母指外転筋の筋力により橈背側に牽引され、中手手根関節に脱臼を生ずる。この骨折は整復位保持が困難な骨折として知られる。
ベンネット骨折の症状としては、通常の骨折の症状に加え、第1中手骨の末梢骨片が橈背側に転位する変形が現れる。診断に際しては局所所見、X線像により確認する。保存療法では、第1指を長軸に末梢側へ牽引し、第1中手骨伸展位橈側から中手手根関節部を圧迫、約5週間のギプス固定を施す。整復位保持が困難な症例に対しては手術療法により、X線透視下に観血的にキルシュナー鋼線を用いた内固定を行う。整復固定が不十分になる場合にはこれを直視下で行う。かつてはこのベンネット骨折がボクサー骨折の別名をもっていたが、近年は後述の中手骨頸部骨折がボクサー骨折と呼ばれることが多い。
第5中手骨基底部骨折では、第5中手骨の尺側手根伸筋に牽引されて第5指中手手根関節内に骨片を残し、亜脱臼を生じる。
また、第1中手骨基底部の関節内における複合骨折はローランド骨折と呼ばれる。

### 中手骨骨幹部骨折

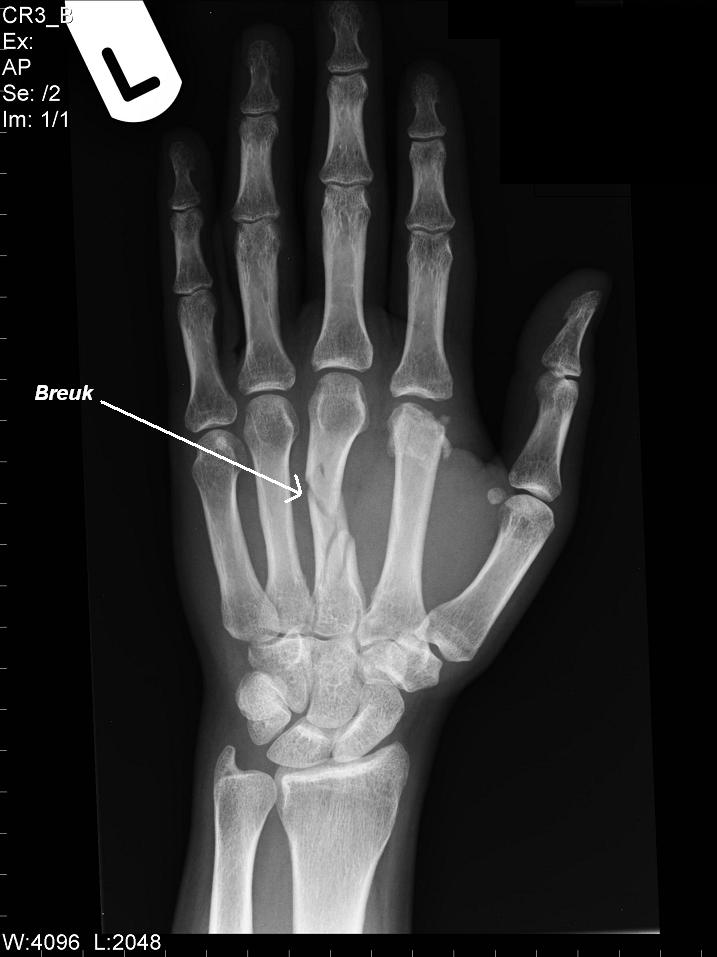
第3中手骨骨幹部骨折 （X線）

骨幹部骨折は、骨折線の方向によって横骨折と斜骨折に分けられ、横骨折は直達外力を受けて生じ、中手骨から起始する骨間筋の収縮によって背側凸状変形となる。斜骨折は捻転外力を受けて生じ、横骨折のような屈曲転位ではなく回旋転位、短縮転位が起こりやすい。

### 中手骨頸部骨折
頸部骨折はボクサー骨折とも呼ばれ、頻度が高い。次いで基底部骨折、骨幹部骨折、骨端線離開の順で多く発生する。共通する症状として、外傷の衝撃後に激痛、特定部位の圧痛、手や手指の機能不全、腫脹、変形、運動障害などが急激に発生する。
発生機転はベンネット骨折と同様、拳を握った状態で打撃、打撲による外力が加わった時に起こるが、第4、第5中手骨頸部（近位端）に多発する。より強い衝撃を受けた場合には第2、第3中手骨に生じることもあり、正しく拳を握っていない場合には第1中手骨にも生じる。また、乗り物のハンドルを握ったまま正面から交通事故に遭うなどした場合にも、外力が中手指節関節から中手骨の長軸に向かうことで生じる。
拳による打撃において骨折を予防するためには、中手骨頸部に限度外の衝撃が加わらないように、衝撃が中手骨の縦軸方向に伝わるように打つ必要がある。骨折した場合は即座にアイシングを行い、幅の狭いバンデージで爪が見える状態に固定、圧迫する。スプリント材（水硬性・水溶性・熱塑性プラスチック製、アルミニウム合金製など）で手全体にスプリント固定を施し、三角巾などを使ってスリング包帯法（吊り包帯）で挙上を行う。
この他、腱と関節包との結合部位では剥離骨折が多く発生し、伸筋腱断裂によってマレットフィンガー（槌指）と呼ばれる遠位指節間関節の屈曲変形が生じる。軽度であれば6週間程度、副子（アルミニウム合金製、樹脂製、プラスチック製など）固定を施して矯正することで治癒するが、重度の腱損傷や骨損傷を伴う場合は手術を行う。

## 治療概要
転位がない場合には非伸縮性粘着テープによる整復固定、アルミニウム副子固定、ギプス固定などにより保存的治療を行う。保存療法では中手指節関節、近位指節間関節ともに90度屈曲位で矯正して固定する。伸筋より屈筋の方が強いため、90度屈曲位での固定は他の指の動きを制限せず、転位の可能性も低い。第2 - 第5指の腱は共同腱といい、4つの筋肉が1つの腱となって手首部に繋がるので、屈曲させておくことで、他の指を動かした時に固定した骨折部が動くことを防ぐ。
保存療法での固定には4 - 6週間程度を要するが、期間は年齢、骨折の性質、部位、固定法によって異なり、変形、短縮した場合は再骨折が起きやすいため、より期間を要する。骨間筋、指屈筋腱、手根伸筋などの作用で頸部以遠の骨が掌側に転位すると背側凸の屈曲変形が生じるので、その場合は矯正固定する。

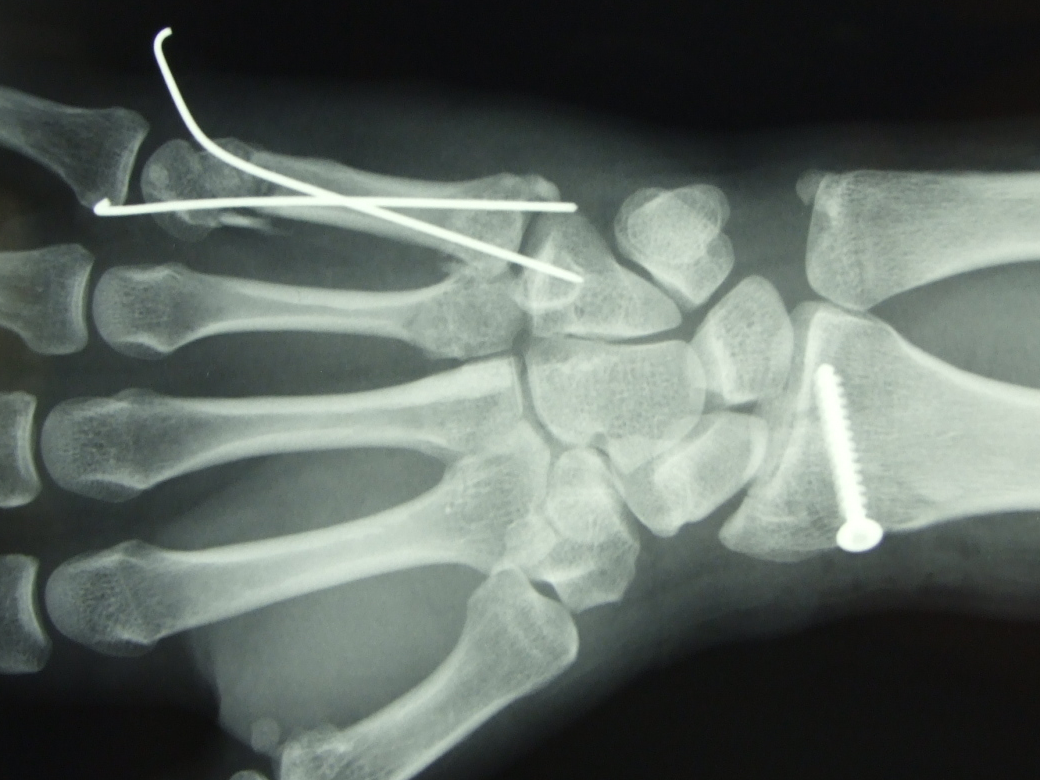
第5中手骨の骨折部に施されたキルシュナー鋼線によるピンニング術 （X線）

掌側部骨皮質の挫滅や変形が顕著な場合には整復位の保持が困難であるため、中手指節関節、骨折部周囲軟部組織への負担を考慮し、ピンニング術などの経皮的骨接合術（釘、鋼線などの固定具で経皮的に骨折部を繋ぐ手術）を行う。キルシュナー鋼線による経皮的鋼線刺入固定法、中手骨髄内釘固定法 intramedullary nailing of metacarpal、ポリ-L-乳酸（PLLA）ピンによる中手骨髄内固定法などがある。麻酔を施してX線透視下に整復術を行った後でアルミニウム副子固定もしくはギプス固定を施す。
徒手整復が困難もしくは不可能であれば、再転位や指の伸展障害を考慮して観血的整復内固定術（切開して骨折部を展開し、鋼線、プレートなどの固定具で骨折部を繋ぐ手術）を行う。ロープロファイルプレートおよびスクリュー low profile plate and screw system による治療などがある。
この他、複雑骨折では感染症予防のための抗生物質投与などを行う。また、いずれの場合もX線で骨癒合を確認する。
骨折型、粉砕の程度、軟部組織の損傷の程度によっては、術後に指拘縮が起こりやすい。この予防として中手指節関節屈曲位での可動域訓練などの運動療法を行う。30度以上の角状変形を残すと中手指節関節の伸展位拘縮となる。低出力超音波パルス（LIPUS）などによる治療も有効とされる。
発生部位に関わらず、整復が不完全だと運動障害や運動痛を残す。中手骨骨折では回旋転位を合併しやすいが、この転位では中手指節関節から回旋することにより、手を握る動作をしたときに指が重なり合うクロスフィンガーが認められることがあり、その場合は手術による矯正が必要になる。